# دوغ أرمسترونغ
دوغ أرمسترونغ (بالإنجليزية: Doug Armstrong)‏ (13 أبريل 1931 في نيوزيلندا - 18 فبراير 2015 في نيوزيلندا) هو لاعب كريكت نيوزلندي. لعب مع Central Districts cricket team ‏.